# Бухенвалд
Бухенвалд е германски концентрационен лагер, създаден от нацистите в околностите на Ваймар през 1937 г. Първоначално името на лагера е Етерсберг.
През концлагера са преминали около 240 000 концлагеристи. По време на Втората световна война в него са умъртвени около 56 000 души.
Отначало в него са затваряни криминални престъпници, немски комунисти, социалдемократи и представители на религиозната секта „Свидетели на Йехова“, отказали военна служба и представители на други антифашистки сили. Същевременно в лагера са прехвърлени и затворници от други концентрационни лагери – Заксенхаузен, Заксенбург и Лихтенбург.
По-късно основен контингент стават евреите, следвани от военнопленниците, циганите, затворници от почти всички страни на света и пр. Смъртността в лагера става висока още през 1940 г., когато е открит и първият крематориум. Ликвидирането на затворници е извършвано чрез инжектиране на фенол в сърцето, разстрел или в газови камери в близко разположения град Бернбург. Със затворниците са извършвани и медицински експерименти за нуждите на фирмата „Беринг“ от Марбург и на берлинския институт „Роберт Кох“. Затворниците са изпращани да работят в заводи за военна продукция във Ваймар и Фриц-Заукел.
През август 1943 г. в съседство е създаден лагерът Дора – в началото като подразделение на Бухенвалд, а от октомври 1944 г. като автономен концентрационен лагер. През 1945 г. през Бухенвалд преминават и много затворници от лагерите на изток, преместени поради приближаването на Червената армия.
Няколко дни преди освобождаването му от лагера са евакуирани голям брой затворници. Лагерът и намиращите се в него 20 000 затворници са освободени от американската армия на 11 април 1945 г. Този ден се чества като Международен ден на пострадалите от фашизма и войната. Денят е избран и обявен от международната федерация на борците от Съпротивата и пострадалите от фашизма.
През 1958 г. в Бухенвалд е открит величествен мемориален комплекс в чест на загиналите в концлагера хора.

## Известни затворници
- Бруно Апиц – германски белетрист
- Дитрих Бонхьофер – евангелски теолог и известен член на „Bekennende Kirche“
- Ели Визел – писател, носител на Нобелова награда и др.
- Пол-Емил Жансон (1872 – 1944), белгийски политик
- Имре Кертес – унгарски писател, носител на Нобелова награда
- принцеса Мафалда Савойска – дъщеря на италианския крал Виктор Емануил III